# Мелхиседек (Цудерос)
Мелхиседек Цудерос (греч.  Μελχισεδέκ Τσουδερός, 1769—3 февраля 1823) — игумен греческого православного монастыря Превели на Крите, участник Греческой революции и один из первых руководителей восстания на острове. Погиб в бою с османскими войсками в 1823 году.

## Биография
Мелхиседек Цудерос родился в 1769 году, в селе Асомато сегодняшнего нома Ретимни, в старинной и известной на острове семье Цудеросов.
При рождении получил имя Михаил. Был третьим сыном Эммануила Цудероса и имел как минимум трёх братьев, Георгия, Иоанна и Николая.
Мать была родом из одной из греческих вольниц, Сфакия, на юго-западе острова.
В 1810 году стал монахом, под именем Мелхиседек в монастыре Превели, которому его семья предоставила значительную часть своих земель.
Около 1817 года стал игуменом монастыря.
Мелхиседек был посвящён в греческую революционную организацию Филики Этерия монахом афонской Великой Лавры.
В предреволюционный период вёл переписку с будущим «национальным новомучеником», Константинопольским патриархом Григорием V.

## Греческая революция
В конце февраля 1821 года, Александр Ипсиланти со своими гетеристами перешёл реку Прут, начав восстание с Молдавии и Валахии. Патриарх Григорий отлучил его от Церкви, но в марте последовало восстание на Пелопоннесе, после чего, в первый день Пасхи 10 (22) апреля 1821 года, Григорий, как и многие другие греческие иерархи, был убит турками.
В переписке убитого патриарха, среди прочих, были найдены письма игумена Мелхиседека, в которых игумен, в отличие от осторожного патриарха, выражал свой неудержимый революционный энтузиазм и уверенность в будущем освобождении Греции.
На Крит поступил приказ об аресте и казни как Мелхиседека, так и всех монахов монастыря.
Турки разрушили монастырь и убили 3 монахов в одном из его подворий, но Мелхиседек был предупреждён своим другом турком, ушёл в горы, где на высоте Куркуло у села Родакино поднял знамя восстания.
По одним источникам Мелхиседек первым поднял знамя восстания на острове, по другим, в частности в работе Гудаса, он принял участие в официальном провозглашении восстания на острове в 24 мая в Куркуло у Родакино.
Но критский историк И. Муреллос однозначно отмечает: « монастырю Превели и его великому настоятелю Мелхиседеку принадлежит без сомнения, честь организации, вооружения и военной подготовки первого боеспособного формирования революции 1821 года на Крите, что подчёркивает турецкий налёт и разрушение монастыря Превели».
Мелхиседек вернулся в разрушенный монастырь уже с вооружённым отрядом, возглавляемым им самим и его братьями Георгием (стал одним из военачальников на острове) и Иоанном.
13 июня он принял участие в бою на холме Св. Иоанна, где расположились лагерем 600 осман. Атака повстанцев была неожиданной для осман, противник понёс большие потери — среди убитых был и командир османов, туркокритянин Измаил-ага или Псароисмаилис. Османы отступили, после чего повстанцы освободили ряд деревень.
Двумя днями позже, отряд Мельхедека победил осман в Спили Ретимни. Среди убитых осман был и их командир Дели Мустафа.
В мае 1822 года Мелхедек принял участие в Третьем собрании критян, в Армена Ханья.
После того как Временное правительство восставшей Греции прислало на остров бывшего русского офицера и дипломата, нижегородского грека Михаила Комнина Афендулиева, принявшего должность генерального эпарха (префекта) Крита, Мелхедек стал его помощником.
Мелхиседек погиб в Полемархи Ханья, 3 февраля 1823 года, в ходе операции повстанцев по взятию Крепости Киссамос, в которой были блокированы османские силы.